# Monti Monashee
I monti Monashee sono una catena montuosa dell'America settentrionale che si estendono dalla regione sud-orientale della Columbia Britannica in Canada, fino allo Stato di Washington nel nord-ovest degli Stati Uniti d'America.
Da nord a sud percorrono una lunghezza di 530 km e da est a ovest per 150 km. Sono una sotto catena dei Monti Columbia. Sono limitati ad oriente del fiume Columbia e dai Laghi Arrow, oltre i quali si trovano i monti Selkirk. Ad ovest della catena montuosa si trova l'alto corso del fiume North Thompson e il vasto Interior Plateau.
L'estremità settentrionale della catena è delimitata dall'estremità meridionale della Robson Valley, appena a sud della città di Valemount. L'estremità meridionale della catena è situata nello Stato di Washington, in prossimità della confluenza del fiume Kettle e fiume Columbia.